# Тімішешть
Тімішешть, Тімішешті (рум. Timișești) — село у повіті Нямц в Румунії. Входить до складу комуни Тімішешть.
Село розташоване на відстані 312 км на північ від Бухареста, 36 км на північ від П'ятра-Нямца, 79 км на захід від Ясс.

## Населення
За даними перепису населення 2002 року у селі проживали 1285 осіб. Рідною мовою 1281 особа (99,7%) назвала румунську.
Національний склад населення села:
| Національність | Кількість осіб | Відсоток |
| -------------- | -------------- | -------- |
| румуни         | 1264           | 98,4%    |
| цигани         | 17             | 1,3%     |